# Selvitsa cinctosula
Selvitsa cinctosula är en insektsart som först beskrevs av Henry Fairfield Osborn 1926.  Selvitsa cinctosula ingår i släktet Selvitsa och familjen dvärgstritar. Inga underarter finns listade i Catalogue of Life.